# Clara Mattei
Clara E. Mattei (* 1988) ist eine italienische Ökonomin, die in den Vereinigten Staaten als Hochschullehrerin tätig ist.

## Leben
Mattei machte ihren Bachelorabschluss in Philosophie an der University of Cambridge, gefolgt von einem Masterstudium in Pavia. Sie promovierte mit einer Arbeit über historische Austeritätspolitik, in der sie die diesbezüglich britische und italienische Politik der 1920er verglich. Das hieraus entstandene Buch wurde in zehn Sprachen übersetzt und wurde 2023 von der American Historical Association mit dem Herbert Adams Baxter Prize ausgezeichnet. Sie lehrte an der The New School im Bereich Ökonomie. Sie wurde zur Leiterin des Center for Heterodox Economics an der University of Tulsa ernannt, das im Februar 2025 eröffnet wurde. Sie forscht zur Politischen Ökonomie und der Geschichte des Kapitalismus, wobei sie sich insbesondere für die Verbindung von ökonomischen Ideen und deren politischer Umsetzung interessiert. Das aktuelle Buch, an dem sie arbeitet, beschäftigt sich mit dem sogenannten Goldenen Zeitalter des Kapitalismus von 1945 bis 1975. Ferner schreibt sie für verschiedene Zeitungen.
Sie ist die Großnichte der kommunistischen Widerstandskämpfer Gianfranco und Teresa „Chicci“ Mattei.

## Veröffentlichungen
- The Capital Order: How Economists Invented Austerity and Paved the Way to Fascism, University of Chicago Press, Chicago 2022.
  - Deutsche Übersetzung: Die Ordnung des Kapitals. Wie Ökonomen die Austerität erfanden und dem Faschismus den Weg bereiteten. Brumaire Verlag, Berlin 2025, ISBN 978-3-948608-56-9.
- L’economia è politica: Tutto quello che non vediamo dell’economia e che nessuno racconta, Fuori Scena publisher 2023.